# Silver Broom 1978
Air Canada Silver Broom 1978 var det 20. VM i curling for mænd. Turneringen blev arrangeret af International Curling Federation og afviklet i Winnipeg Arena i Winnipeg, Manitoba, Canada i perioden 27. marts – 2. april 1978 med deltagelse af ti hold. Canada var VM-værtsland for femte gang, men det var første gang, at Winnipeg var værtsby.
Mesterskabet blev for fjerde gang i historien vundet af USA, som besejrede Norge med 6-4 i finalen. Tredjepladsen gik til værtslandet Canada, som tabte 2-6 til Norge i semifinalen, og som var bedre placeret i grundspillet end den anden tabende semifinalist, Sverige. USA's vinderhold kom fra Superior Curling Club i Wisconsin og bestod af Bob Nichols, Bill Strum, Tom Locken og Bob Christman. De tre førstnævnte var også med på det amerikanske hold, som vandt VM-guld i 1974.
Danmark blev repræsenteret af et hold fra Hvidovre Curling Club bestående af Arvid Petersen, Arne Pedersen, John Christiansen og Erik Kelnæs. Holdet endte på tiendepladsen efter to sejre og syv nederlag.

## Resultater
De ti deltagende hold spillede en enkeltturnering alle-mod-alle. De fire bedste hold gik videre til semifinalerne, hvor de spillede om to pladser i finalen. Tredjepladsen gik til den af de tabende semifinalister, der endte bedst placeret i grundspillet.

### Grundspil
| Runde | Kampe                  | Kampe | Kampe                   | Kampe | Kampe                  | Kampe | Kampe                  | Kampe | Kampe                   | Kampe |
| ----- | ---------------------- | ----- | ----------------------- | ----- | ---------------------- | ----- | ---------------------- | ----- | ----------------------- | ----- |
| 1     | Canada - Norge         | 14-30 | Vesttyskland – Frankrig | 8-4   | Sverige – Schweiz      | 10-40 | USA – Skotland         | 5-4   | Italien – Danmark       | 9-4   |
| 2     | Sverige – Danmark      | 8-3   | Norge – USA             | 3-9   | Frankrig – Italien     | 6-5   | Schweiz – Canada       | 6-3   | Skotland – Vesttyskland | 4-7   |
| 3     | Skotland – Italien     | 5-3   | Danmark – Canada        | 05-11 | Vesttyskland – Norge   | 6-7   | Sverige – Frankrig     | 11-40 | USA – Schweiz           | 5-4   |
| 4     | USA – Frankrig         | 7-5   | Italien – Schweiz       | 8-3   | Canada – Skotland      | 4-6   | Danmark – Vesttyskland | 7-5   | Norge – Sverige         | 7-8   |
| 5     | Danmark – Skotland     | 5-8   | Canada – Vesttyskland   | 9-3   | USA – Sverige          | 7-9   | Norge – Italien        | 11-30 | Schweiz – Frankrig      | 8-7   |
| 6     | Norge – Schweiz        | 9-6   | Frankrig – Danmark      | 5-7   | Italien – Vesttyskland | 03-12 | Canada – USA           | 8-6   | Sverige – Skotland      | 04-10 |
| 7     | Frankrig – Canada      | 6-8   | Skotland – Norge        | 6-7   | Schweiz – Danmark      | 7-5   | Italien – Sverige      | 5-3   | Vesttyskland – USA      | 4-7   |
| 8     | Italien – USA          | 3-5   | Sverige – Canada        | 5-8   | Skotland – Frankrig    | 2-6   | Vesttyskland – Schweiz | 7-2   | Danmark – Norge         | 3-8   |
| 9     | Vesttyskland – Sverige | 3-8   | Schweiz – Skotland      | 03-10 | Danmark – USA          | 4-6   | Frankrig – Norge       | 5-4   | Canada – Italien        | 9-2   |
| TB1   | Skotland – Norge       | 1-4   |                         |       |                        |       |                        |       |                         |       |

| Plac. | Hold         | Vundne | Tabte |
| ----- | ------------ | ------ | ----- |
| 1.    | Canada       | 7      | 2     |
| 2.    | USA          | 7      | 2     |
| 3.    | Sverige      | 6      | 3     |
| 4.    | Norge        | 5      | 4     |
| 5.    | Skotland     | 5      | 4     |
| 6.    | Vesttyskland | 4      | 5     |
| 7.    | Frankrig     | 3      | 6     |
| 7.    | Italien      | 3      | 6     |
| 7.    | Schweiz      | 3      | 6     |
| 10.   | Danmark      | 2      | 7     |

### Slutspil
| Runde       | Kamp           | Res. |
| ----------- | -------------- | ---- |
| Semifinaler | Norge - Canada | 6-2  |
| Semifinaler | Sverige - USA  | 5-6  |
| Finale      | USA - Norge    | 6-4  |

### Samlet rangering
| Plac. | Hold         | 4               | 3                | 2                  | 1                   |
| ----- | ------------ | --------------- | ---------------- | ------------------ | ------------------- |
| Guld  | USA          | Bob Nichols     | Bill Strum       | Tom Locken         | Bob Christman       |
| Sølv  | Norge        | Kristian Sørum  | Morten Sørum     | Eigil Ramsfjell    | Gunnar Meland       |
| 3.    | Canada       | Ed Lukowich     | Mike Chernoff    | Dave Johnston      | Ron Schindle        |
| 4.    | Sverige      | Tom Schaeffer   | Svante Ödman     | Fred Ridderstad    | Claes-Göran Carlman |
| 5.    | Skotland     | James Sanderson | Iain Baxter      | Willie Sanderson   | Colin Baxter        |
| 6.    | Vesttyskland | Keith Wendorf   | Balint von Bery  | S. Fischer-Weppler | Heino von L'Estocq  |
| 7.    | Frankrig     | Pierre Boan     | Pierre Duclos    | Honore Brangi      | Jean-Claude Gachet  |
| 7.    | Italien      | Leone Rezzadore | Roberto Zangara  | Franco Caldara     | Roberto Bocus       |
| 7.    | Schweiz      | Fred Collioud   | Roland Schneider | René Collioud      | Kurt Schneider      |
| 10.   | Danmark      | Arvid Petersen  | Arne Pedersen    | John Christiansen  | Erik Kelnæs         |